# Argoños
Argoños település Spanyolországban, Kantábria autonóm közösségben. Argoños Noja, Santoña, Escalante és Arnuero községekkel határos. Lakosainak száma 1872 fő (2024).

## Népesség
A település népessége az elmúlt években az alábbi módon változott:
| Lakosok száma | 945  | 1260 | 1535 | 1650 | 1696 | 1705 | 1713 | 1748 | 1848 | 1872 |
|               | 2001 | 2004 | 2007 | 2009 | 2012 | 2014 | 2017 | 2019 | 2022 | 2024 |